# Токарев, Николай Павлович
Никола́й Па́влович То́карев (18 февраля 1919, Шебекино, Курская губерния — 13 сентября 1942, Городище, Сталинградская область) — советский лётчик-истребитель, командир звена 15-го авиационного полка 287-й истребительной авиационной дивизии 8-й воздушной армии, старшина, комсомолец, кандидат в члены ВКП(б). Одержал 6 индивидуальных и 3 групповых победы. Погиб, совершив воздушный таран во время Сталинградской битвы.

## Биография
Родился 18 февраля 1919 года в рабочем посёлке Шебекино Курской губернии (сейчас Белгородская область). В 1936 году окончил десять классов средней школы. Во время учёбы Николай Токарев увлекался физикой и математикой. Учась в школе, Николай учился прыгать с парашютом в кружке Осоавиахима. В 1940 году окончил аэроклуб, а затем Чугуевское военно-пехотное училище. 22 июня 1941 года у Николая Павловича родились две дочери-близнецы Валя и Лида.
В Великой Отечественной войне с 1941 года. До своей гибели совершил более ста боевых вылетов, провёл 52 воздушных боя, в которых сбил лично 6 и в группе 3 самолёта противника.
Токарев неоднократно вылетал ведомым командира полка майора В. Н. Калачёва. Так 25 июня 1942 года Калачёв и Токарев связали боем шесть истребителей врага, а в это время Павел Тарасов в паре с Ильей Баланенко атаковали бомбардировщики противника. В этом бою Калачёв сбил Me-109. 28 июня В. Н. Калачёв с ведомым Н. П. Токаревым снова добивается успеха.
В конце июня Токарев был ведомым командира авиаэскадрильи капитана Александра Ефимовича Васина. Вдвоём они атаковали 12 Ju-88 под прикрытием 6 Me-109. В этом бою Николай Павлович сбил бомбардировщик противника, но его самолёт был повреждён и ему пришлось пойти на вынужденную посадку на нейтральной полосе. Ночью самолёт был отремонтирован и своим ходом вернулся в полк. В дальнейшем пара Васин — Токарев отличалась взаимопониманием и мастерством.
С 4 сентября Токарев в составе 15-го иап участвовал в оборонительном периоде Сталинградской битвы. Авиаполк базировался на аэродром у райцентра Средняя Ахтуба. В эти дни Н. П. Токарев выполнял разведывательные полёты в район Котельниково, Клетская, Суровикино, Калач-на-Дону. В это же время старшина Токарев был назначен командиром звена.
8 сентября 1942 года Токарев в воздушном бою сбил два самолёта противника лично и два в группе. В этом бою самолёт старшины Токарева был получил сильные повреждения (была разрушена часть стабилизатора и повреждены рули высоты и поворота), однако лётчик смог привести трудноуправляемый самолёт на аэродром и совершить посадку.
11 сентября 1942 года Токарев сбил бомбардировщик противника. За этот бой командиру звена Токареву была объявлена благодарность командира дивизии генерал-майора С. П. Данилова.
13 сентября 1942 года Токарев совершил 4 боевых вылета. В последнем вылете в район посёлка Городище вместе с ведомым лейтенантом Степаном Михайловичем Егоровым сбил бомбардировщик противника. Израсходовав боеприпасы на первый бомбардировщик, совершил воздушный таран и ценой собственной жизни сбил второй бомбардировщик противника. В донесении о безвозвратных потерях сказано: «Не вернулся с боезадания из р-на Городище». В приказе об исключении из списков причиной выбытия названа «пропал без вести».

### Боевые итоги
Данные о количестве сбитых Токаревым самолётов разнятся. В энциклопедии «Сталинградская битва» говорится о 9 сбитых самолётах противника (6 — лично, 3 — в группе). На сайте «Советские лётчики-истребители 1936—1953» указано 7 побед (4 — лично, 3 — в группе). Российский исследователь истории советской авиации отмечает, что несмотря на широкую известность версии о таране, в штабных документах всех уровней такого факта не найдено.
Известные победы:
| Текст заголовка | Текст заголовка | Текст заголовка | Текст заголовка       |
| --------------- | --------------- | --------------- | --------------------- |
| 07.09.42        | 1               | лично           | Junkers Ju 88         |
| 08.09.42        | 1               | лично           | Messerschmitt Bf.109  |
| 10.09.42        | 1               | лично           | Junkers Ju 88         |
| 11.09.42        | 1               | в группе        | Focke-Wulf Fw 189 Uhu |
| 12.09.42        | 1               | в паре          | Junkers Ju 88         |
| 12.09.42        | 1               | в паре          | Focke-Wulf Fw 189 Uhu |
| 13.09.42        | 1               | лично           | Junkers Ju 88         |

## Комментарии
1. ↑  В этом бою самолёт Степана Михайловича Егорова был подожжён, пилот сумел выброситься на парашюте, но получил ожоги лица и рук 2-й и 3-й степени[6]. Командир авиаэскадрильи старший лейтенант С. М. Егоров пропал без вести 8 мая 1943 года.